# Thư viện Celsus

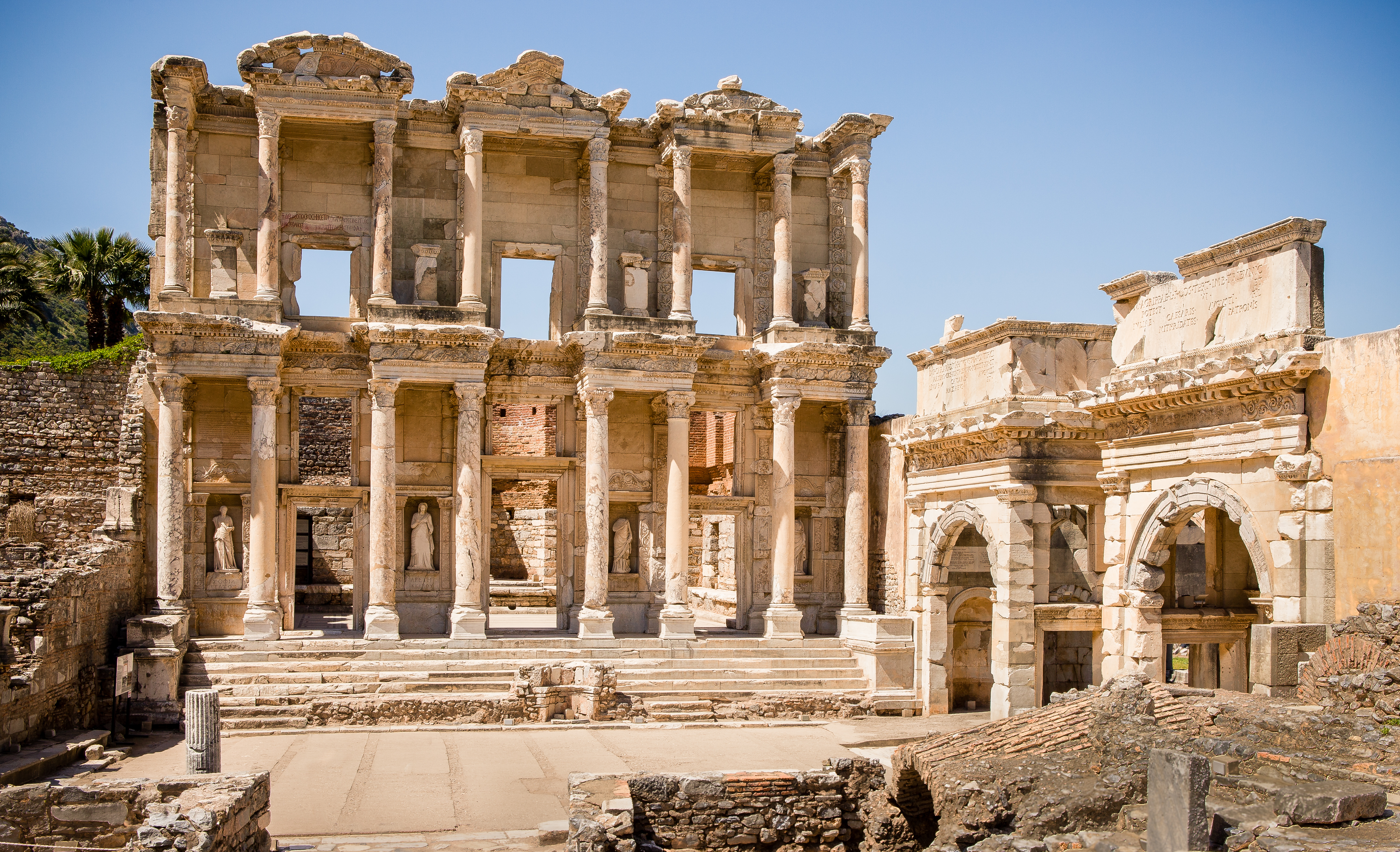
Mặt tiền của di tích Thư viện Celsus

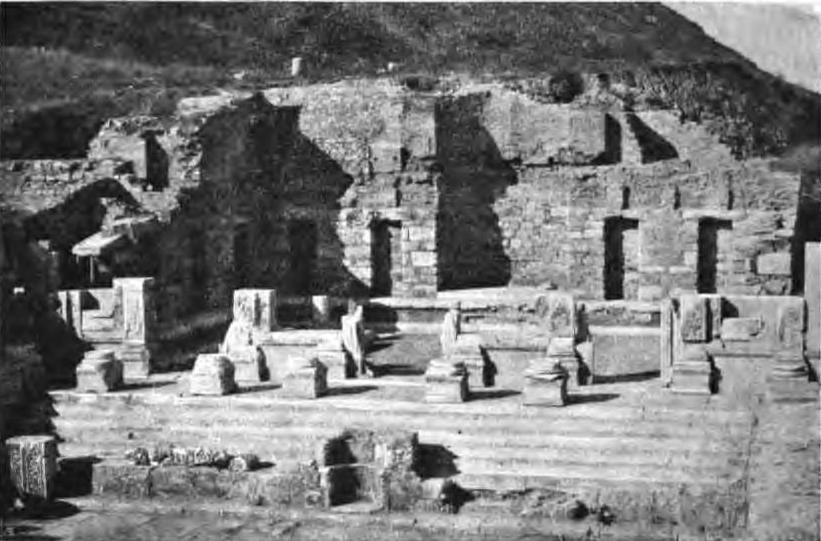
Thư viện Celsus vào năm 1905 sau khi khai quật hoàn thành.

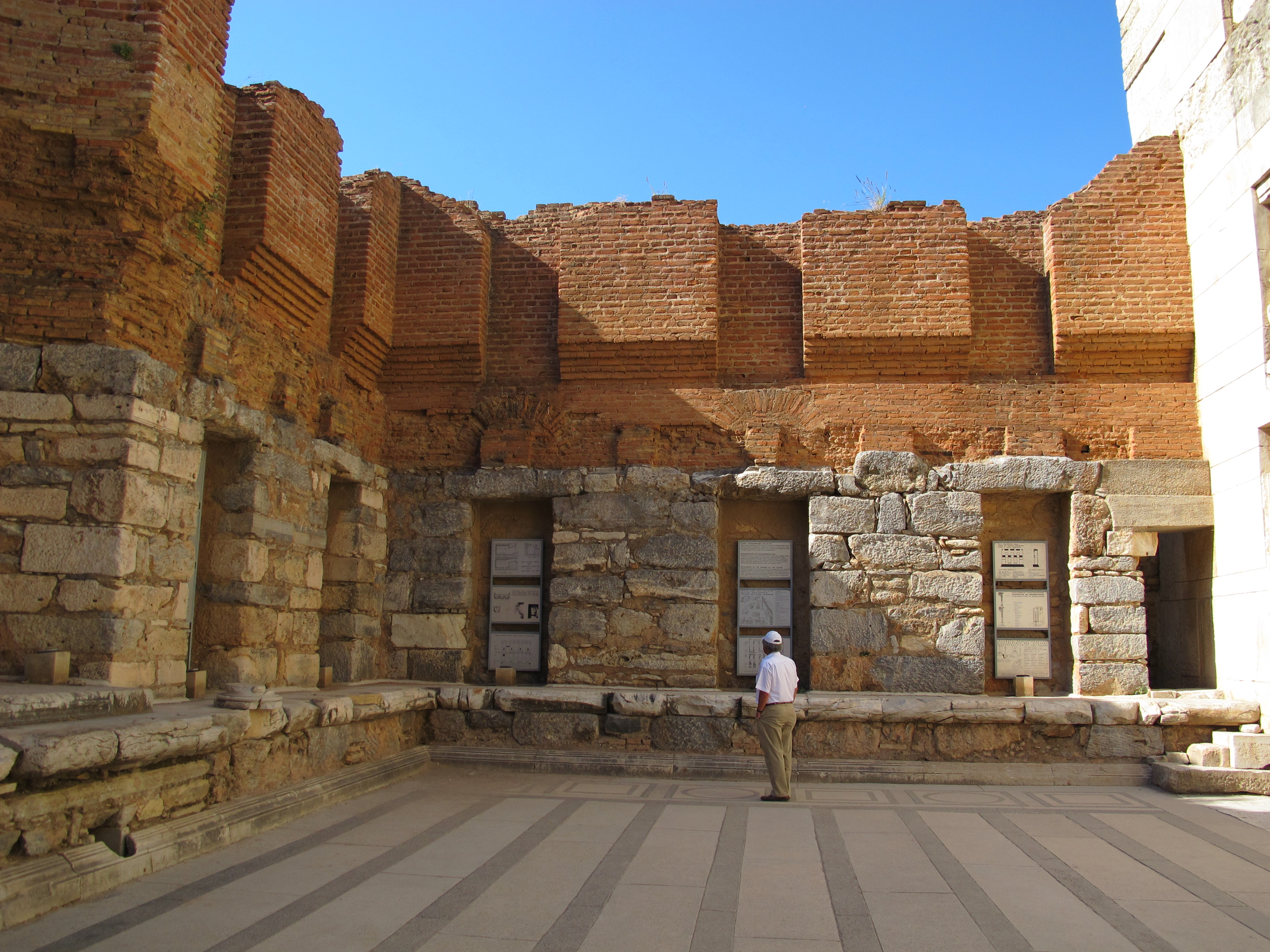
Bên trong thư viện với các hốc đá dùng cho các kệ sách

Thư Viện Celsus là một công trình kiến trúc La Mã cổ đại ở Ephesus, Tiểu Á, bây giờ là một phần của Selçuk, Thổ Nhĩ Kỳ. Thư viện là "một trong những tòa nhà ấn tượng nhất trong Đế chế La Mã", hoàn thành vào khoảng những năm 114-117 và xây dựng để chứa  12.000 cuộn sách và để phục vụ như một lăng mộ cho Celsus, người được chôn cất trong một hầm mộ bên dưới  thư viện ở trong quan tài bằng đá cẩm thạch. Thư Viện Celsus là "thư viện lớn thứ ba trong thế giới cổ đại" sau  Thư viện Alexandria và Pergamum.
Thư viện được xây dựng để vinh danh  Tiberius Julius Celsus Polemaeanus, một thành viên Viện nguyên lão La Mã và quan chấp chính năm 92, hoàn thành giữa khoảng những năm 114-117 bởi con trai của Celsus là Gaius Julius Aquila (Quan chấp chính năm 110).
Nội thất của thư viện đã bị phá hủy, được cho là do trận động đất vào năm 262 sau Công nguyên, (mặc dù các bằng chứng khác cho thấy bị đốt cháy trong một cuộc xâm lăng của người Goth trong cùng năm đó) và mặt tiền bị sụp đổ bởi một trận động đất khác trong thế kỷ 10 hay là 11. Nó nằm trong tàn tích trong nhiều thế kỷ, cho đến khi được khai quật vào năm 1903, 1904 và mặt tiền được phục hồi lại với  vật liệu ban đầu được thu thập lại (anastylosis) của các nhà khảo cổ học giữa năm 1970 và 1978.